# FR-F1
Le FR-F1 (Fusil à Répétition modèle F1) est un fusil de précision français, en service de 1966 à 1989.

## Historique
Le FR-F1 a été la première carabine française conçue pour les tireurs d'élite.
En 1964, le général Ailleret charge l’état-major de l'armée de terre de créer une carabine de précision. Les études préliminaires sont confiées à la manufacture d'armes de Saint-Étienne qui prend conseil auprès de tireurs sportifs aussi bien des sections militaires de tir que de la Fédération française de tir. Après une présérie de carabines FR-P, la nouvelle arme est prête en 1966 et prend le nom de FR-F1. 
Cette arme fut en dotation dans l'armée française de 1966 jusqu'en 1989 où il fut remplacé par le FR-F2. Au cours de son long service, le FR-F1 a été doté de différents autres optiques, notamment de marque Schmidt et Bender (de) d'origine allemande (Commandos Marine), ou Scrome d'origine française (armée de terre puis armée de l'air), ainsi que de dispositifs d'amplification de lumière Sopelem OB 50 pour le tir nocturne, et son développement donna naissance aux versions FR-G de calibre 7,62 OTAN à partir de 1993 à l'initiative du GIAT.

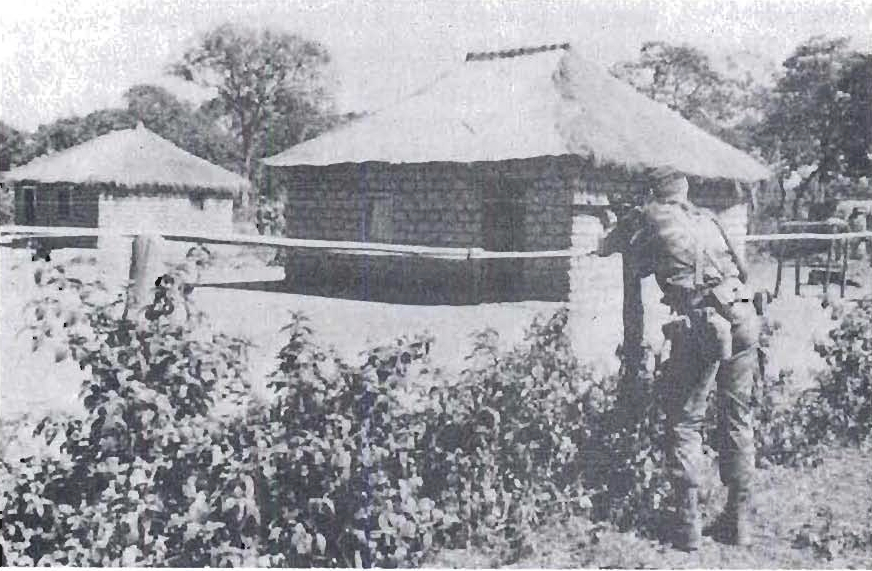
Un tireur de légion étrangère durant la bataille de Kolwezi.

Le FR-F1 a été emporté en opération par le 2e REP fin 1970 au Tchad, utilisé par le GIGN lors de la prise d'otages de Loyada à Djibouti en 1976, emporté par les forces participant à l'opération Lamantin en Mauritanie en 1977 et utilisé lors de la bataille de Kolwezi au Zaïre en mai 1978 pour libérer des otages européens.

## Description
Le FR-F1 a un bipied (non-pendulaire, le bipied pendulaire apparaîtra sur le FR-F2), une crosse ajustable par jeu de cales à poignée pistolet et une lunette de visée.
La boite de culasse dérive de celle du MAS 36, mais elle est plus robuste et comporte seulement une fenêtre d’éjection à droite (les pièces de MAS 36 sont compatibles avec une action de FR-F1 et FR-F2). La crosse à poignée-pistolet possède un appui-joue et des intercalaires de plaque de couche pour adapter sa longueur à la morphologie du tireur. Un bipied métallique relevable à jambes extensibles verrouillables est placé en position médiane, permettant les longs cycles d'observation en postes de tir sans fatigue excessive du bras droit. La lunette de visée d'origine fabriquée par APX et dénommée 806 L possède un grossissement fixe de 3,85 fois et un réticule à pointe centrale croisée par une ligne médiane interrompue. Le réglage de la tourelle d'élévation graduée fait varier directement la hauteur du réticule dans l'objectif. 
Le canon de 600 millimètres de longueur possède quatre rayures à droite suivant un pas de 300 et comporte à son extrémité un manchon cache-flamme réglable absorbant les vibrations de sortie de bouche. Le chargeur métallique à 10 cartouches possède un talon caoutchouc permettant le poser de l'arme en poste immédiat sans risque de dommage au boîtier ni de bruit permettant la localisation du tireur. Une bretelle de portage cuir complète l'U. C. (unité collective) de l'arme, mais les utilisateurs opérationnels lui préfèrent de loin la position « à bras » lors des déplacements. 
À la suite de la prise d'otages de Loyada à Djibouti, fin 1976, le GIGN fait modifier ses FR-F1 en remplaçant la lunette APX largement dépassée et son montage en trois points par un montage en deux points sur lequel est monté une lunette Zeiss de grossissement 1,5-6 ou 2,5-10. Ainsi modifiés, les FR-F1 voyaient leur précision grandement améliorée.

## Variante
Il existe plusieurs versions du FR-F1  :
- Version A : arme du tireur d’élite avec lunette APX 806 L modifiée, une ligne de mire de nuit rabattable, un bipied rabattable à branches télescopiques et un poids de détente de 2 à 2,5 kg.
- Version B : arme de compétition avec hausse micrométrique à œilleton, guidon sous tunnel à visuel interchangeable, pas de bipied et poids de détente de 1,5 à 1,9 kg[5].
- Version C : cette version n’a jamais dépassé le stade de projet ; il s’agissait d’un FR-F1 en calibre civil destiné à la chasse et au tir (montage de lunette de la version A ou équivalent civil à choisir par le client, ligne de mire rabattable permettant le tir jusqu'à 100 mètres et le tir de nuit, et un poids de détente de 2 à 2,5 kg).

## Galerie

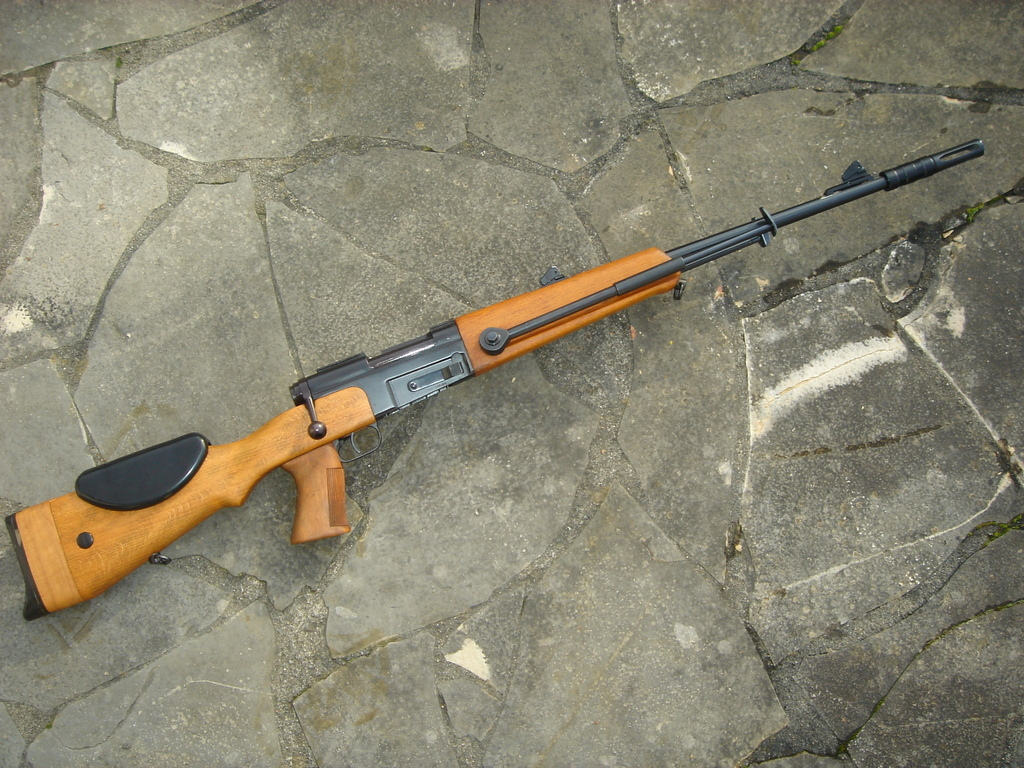
FR F1.